# Żabia Wola
Żabia Wola è un comune rurale polacco del distretto di Grodzisk Mazowiecki, nel voivodato della Masovia.
Ricopre una superficie di 105,61 km² e nel 2004 contava 6 168 abitanti.